# 우체국물류지원단
우체국물류지원단(郵遞局物流支援團, Postal Logistics Agency)은 안전, 신속, 정확한 우편물류서비스를 효율적으로 제공함으로써 세상 연결로 국민행복 전하는 스마트 우편물류 전문기관으로, 1980년 8월 설립된 과학기술정보통신부 우정사업본부 산하 위탁집행형 준정부기관이다. 종전 명칭은 한국우편물류지원단이었으나, 2012년 우체국물류지원단으로 변경되었다. 서울특별시 광진구 자양로 76(자양동) 동서울우편집중국에 있다.

## 연혁
- 1980.08.26 법인설립 (재)체신 복지회
- 1981.03.01 수도권 우편물운송 수탁 개시
- 1982.07.01 부산권 우편물운송 수탁 개시
- 1983.04.04 편지쓰기장려사업 시행
- 1983.07.01 대구권 우편물운송 수탁 개시
- 1987.07.01 명칭, 조직 및 기능 개편 (재)우정사업진흥회
- 1992.08.01 대전권 우편물운송 수탁 개시
- 1994.06.01 광주권 우편물운송 수탁 개시
- 2002.01.01 대구 및 광주권 우편물운송업무 (주)코트랜스로 이관
- 2002.11.01 소포위탁배달사업 시행
- 2003.01.01 부산, 충청, 강원 및 제주권 우편물운송업무 추가 이관
- 2006.07.28 제3자물류 수탁 개시
- 2007.04.02 공공기관 지정(위탁집행형 준정부기관)
- 2008.08.11 소포우편물 발착수탁 개시(서서울우편물류센터)
- 2009.01.01 한국우편물류지원단으로 기관명칭 변경
- 2011.07.01 (주)코트랜스와 기관통합[11]
- 2012.01.01 우체국물류지원단으로 기관명칭 변경
- 2013.04.01 국제물류 항공운송 수탁 개시
- 2016.01.01 우정종사원 교육사업 시행
- 2018.07.01 전국 소포배달사업 직접수행
- 2019.11.25 중부권광역우편물류센터(IMC) 운영에 따른 우편물 운송망 개편
- 2021.04.01 국제물류 항공운송 통합 시범운영 시행
- 2022.01.01 국제물류 항공운송 통합 본운영 시행
- 2022.11.11 제주출장소 신설

## 주요사업

### 국내 우편물 운송
우편물 운송사업은 전국 3,400여개 우체국 접수된 일평균 약 100만 통의 우편물을 2,200대의 차량을 이용하여 우편집중국과 광역우편물류센터를 거쳐 전국 각지의 우체국까지 전국으로 안전·신속·정확하게 운송하는,우리 몸의 동맥과 같은 역할을 하는 사업이다. 전국 9개 지방우정청으로부터 우편물운송을 수탁 현재(2022년 기준) 6개 지사 23개 사업소 1개 출장소를 중심으로 1일 평균 4,339편 이상의 운송편을 운행하며 우편물류서비스의 효율적 제공을 통해 국민의 편익 증진에 기여하고 있다.

### 소포배달
우체국에서 접수 된 소포 중 이륜차 배달이 어려운 고중량·고부피 위주의 소포우편물을 위탁 받아 1톤 이상의 화물 트럭을 활용하여 고객에게 배달하는 사업이다. 우체국물류지원단은 스마트 공공물류 전문기관으로서 민간에서 서비스하지 않는 도서·산간·섬지역까지 보편적 우편물류 서비스를 국민에게 제공하고 있다.

### 물류센터 운영
물류센터 운영사업은 전국 우편집중국 및 수도권 4개 물류센터에 도착한 소포 우편물을 행선지별로 효율적인 구분 및 발송하는 업무를 수행하는 사업으로, 2008년 8월 사업 개시 이후, 현재 수도권 4개의 우편물류센터를 운영하고 있다.

### 국제 우편물 항공 운송
우정사업본부가 취급하는 국제우편물(EMS, 국제소포 등)을 인천공항에 위치한 국제우편물류센터(IPO)에서 인수받아 항공기를 이용하여 안전, 신속 정확하게, 해외 국가로 운송하는 사업이다.
코로나19 팬데믹 발생 이후, 국내에서 발생하는 국제 우편물의 100%를 지원단에서 운송하고 있으며, 가장 신속하고 안전한 국제우편물 운송 서비스를 제공하기 위해 국제 운송지역 확대, 항공운송료 적정성 검증, 항공운송 장애극복 및 신규 서비스 발굴을 추진하고 있다.

### 물류 혁신 연구·신사업
ICT 기반 기술의 발전과 물류 산업의 가파른 성장에 따라 우체국물류지원단은 주요사업 효율성 향상과 혁신을 도모하기 위한 물류 혁신 신사업 기획 및 발굴을 진행하고 있으며, 다양한 디지털 기술을 우편물류서비스에 적용하는 실증사업 추진을 통해 우편물류 서비스 향상에 기여하고 있다.

## 조직
- 이사회

### 이사장
- 감사실
- 안전경영실

#### 운송사업처
- 운송사업실
  - 상황관제센터
- 국제물류사업실

#### 소포사업처
- 소포사업실
- 국내물류사업실

#### 경영지원처
- 혁신성과실
  - 미래전략센터
- 경영지원실
- 재무정보실
  - 정보화센터

## 지사
- 서울지사 : 서울특별시 광진구 강변역로 2
- 경인지사 : 경기도 안양시 동안구 시민대로 121
- 부산지사 : 부산광역시 강서구 대저로49번길 22
- 대전지사 : 충청남도 계룡시 두마면 사계로 184
- 광주지사 : 광주광역시 광산구 앰코로 11
- 대구지사 : 대구광역시 북구 유통단지로 115